# John Dembeck
John Dembeck (* 1914 in New York City; † 14. März 1993 in Toronto) war ein aus den USA stammender kanadischer Geiger und Bratschist.

## Leben
Dembeck hatte ab dem sechsten Lebensjahr Violinunterricht und studierte an der Juilliard School. Er debütierte 1937 in der New Yorker Town Hall und trat in den folgenden Jahren als Kammermusiker, Solist mit Sinfonieorchestern sowie im Rundfunk als Solist und Konzertmeister der Reihe Friends of Music in Connecticut auf.
1940 übersiedelte Dembeck nach Toronto. Hier spielte er in den Ersten Violinen des Toronto Symphony Orchestra (1941–48 und 1957–61) und war Konzertmeister der Promenade Symphony Concerts (1945) und des CBC Symphony Orchestra (1952–53). Mit dem Toronto Symphony Orchestra nahm er 1952 Alexander Brotts Violinkonzert auf. Von 1943 bis 1945 war er Bratschist des Parlow String Quartet (mit Kathleen Parlow, Samuel Hersenhoren und Isaac Mamott). 1950 gründete er das Dembeck String Quartet (mit Stanley Kolt, Robert Warburton – später Ross Lechow und Jack Neilson – und Cornelius Ysselstyn – später Rowland Pack), das er bis 1961 leitete. Danach trat er als Violinsolist und im Duo mit seiner Frau, der Pianistin Anna Drake Dembeck, auf, bis er sich 1990 zur Ruhe setzte.

## Quelle
- John Dembeck. In:  Encyclopedia of Music in Canada. herausgegeben von The Canadian Encyclopedia (englisch, französisch).

| Personendaten    | Personendaten                     |
| ---------------- | --------------------------------- |
| NAME             | Dembeck, John                     |
| KURZBESCHREIBUNG | kanadischer Geiger und Bratschist |
| GEBURTSDATUM     | 1914                              |
| GEBURTSORT       | New York City                     |
| STERBEDATUM      | 14. März 1993                     |
| STERBEORT        | Toronto                           |